# 呂基山
46°52′27.12″N 9°1′9.12″E / 46.8742000°N 9.0192000°E

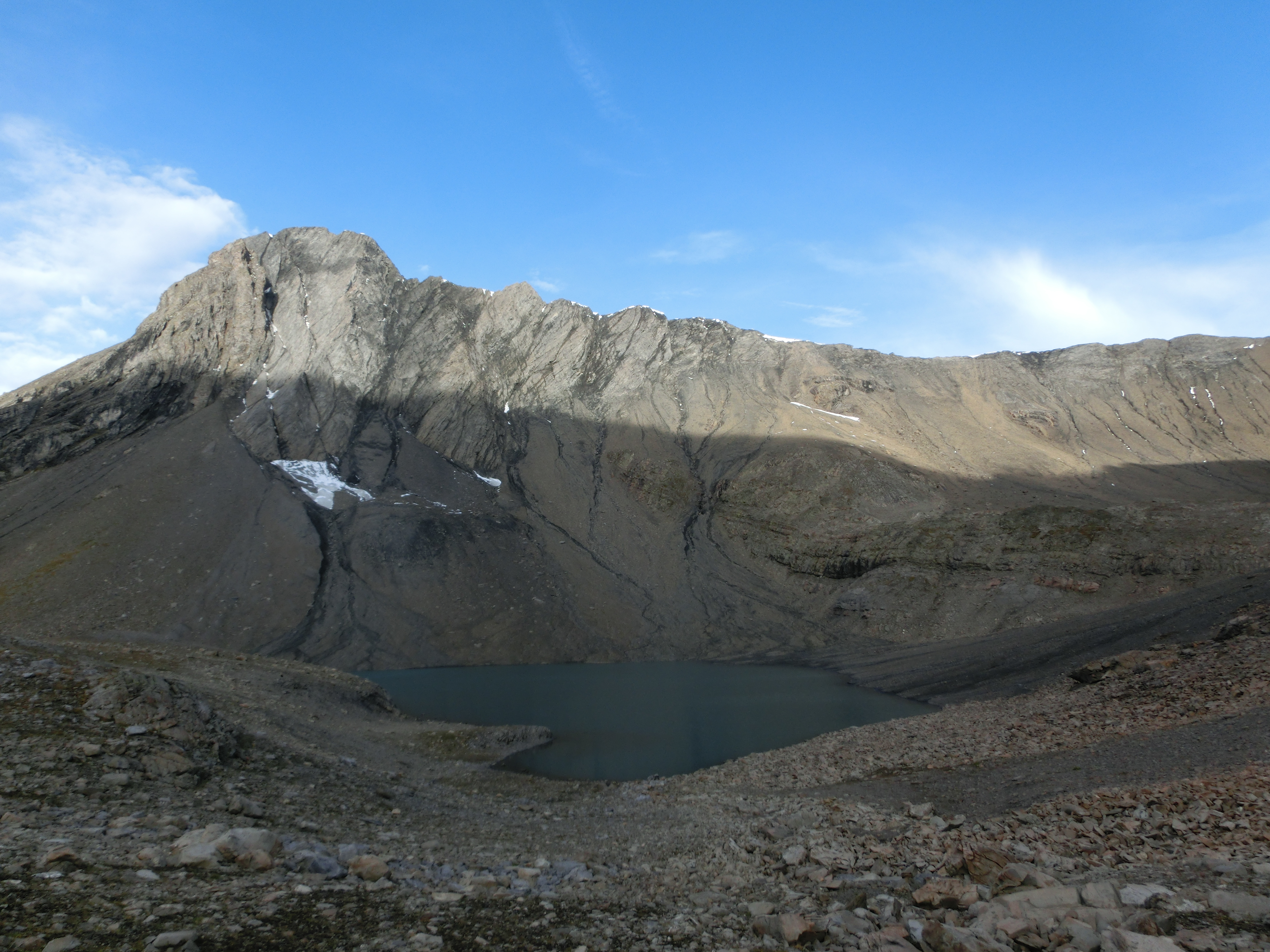

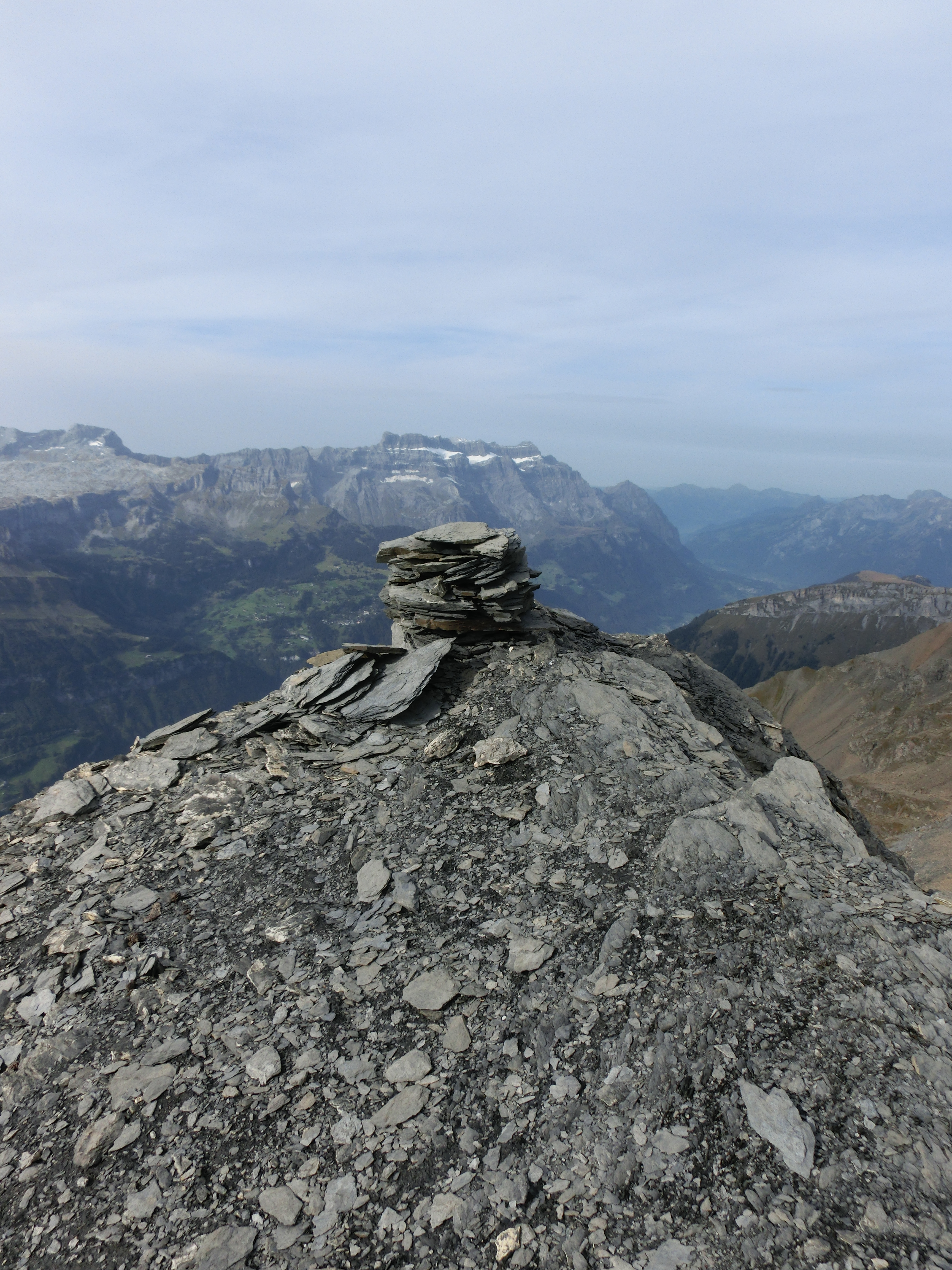

呂基山（Rüchi），是瑞士的山峰，位於該國中東部，由格拉魯斯州負責管轄，屬於格拉魯斯山的一部分，海拔高度2,850米，每年平均降雨量1,929毫米。